# Kirschblütenmotte
Kirschblütenmotte (Argyresthia pruniella) ist ein Schmetterling (Kleinschmetterling) aus der Familie der Gespinst- und Knospenmotten (Yponomeutidae).

## Merkmale
Die kleinen Falter erreichen eine Flügelspannweite von 10 bis 13 Millimetern. Das innere Drittel der Vorderflügel ist bis nahe dem Saum weiß gefärbt. Die vorderen zwei Drittel sind rostbraun mit kleinen weißen Flecken. Beide Streifen sind durch eine bräunliche Querbinde unterbrochen, die vom Flügelhinterrand bis zum Vorderrand reicht. Die Fransen sind sehr lang. Die Hinterflügel sind bräunlich und sehr schmal. Die äußere Hälfte des Vorderrandes und der gesamte Innenrand sind mit langen Fransen besetzt. 
Die olivgrünen Eier sind oval und weisen schwarze Punkte auf, außerdem haben sie eine erhabene, unregelmäßige Netzzeichnung. Sie sind zunächst hellbraun und werden später grau. Die Raupe ist hellgrün, gelbgrün oder olivgrün mit einem hellbraunen Kopf. Die Puppe ist hellbraun mit einem grünlichen Schimmer. Der Kremaster weist vier mediane und zwei laterale Borsten auf.

### Ähnliche Arten
Die Apfelblütenmotte (Argyresthia curvella (Linnaeus, 1761)) ähnelt der Kirschblütenmotte sehr in Zeichnung und Färbung. Allerdings erreicht bei dieser Art die Querbinde der Vorderflügel den Flügelvorderrand nicht.

## Vorkommen
Die Kirschblütenmotte kommt in fast ganz Europa und Kleinasien vor. Inzwischen ist die Art auch nach Nordamerika eingeschleppt worden.

## Phänologie und Lebensweise
Die Kirschblütenmotte bildet eine Generation pro Jahr. Die Eiraupen schlüpfen je nach Region und Wetterbedingungen im März oder April, wenn die Knospen der Raupennahrungspflanzen erscheinen. Die erwachsenen Raupen lassen sich im Mai zusammen mit abgestorbenen Blüten und Trieben zu Boden fallen. Die Falter werden dann fast den gesamten Sommer über gefunden; das Hauptvorkommen ist von Ende Juni bis Ende Juli. Die Falter fliegen in der Dämmerung, tagsüber sitzen sie kopfüber unter den Blättern und können leicht aufgescheucht werden. Sie treten oft zahlreich in Erscheinung und werden gelegentlich auch an künstlichen Lichtquellen beobachtet.
Die Weibchen legen die Eier einzeln oder in Gruppen von zwei bis drei Eiern versteckt in Rindenritzen, in die Achsen der Knospen, unter die Schuppen der Knospen oder unter aufgeplatzter Rinde ab, wo sie überwintern. Insgesamt werden nur etwa 30 Eier pro Tier gebildet. Im Frühjahr schlüpfen die Eiraupen. Sie fressen zunächst in den Blüten- oder Blattknospen, die völlig ausgehöhlt werden. Später werden Blüten gefressen, auch junge Triebe werden angenagt. Bevorzugt werden Sauerkirsche (Prunus cerasus), Süßkirsche (Prunus avium) und Pfirsich (Prunus persica). Aber auch Birnen (Pyrus), andere Prunus-Arten, Weißdorne (Crataegus), Mehlbeeren (Sorbus) und Hasel (Corylus) gefressen. Später fressen die Raupen auch in den sich entwickelnden Früchten. Die Entwicklung der Raupen dauert etwa 28 bis 41 Tage. Sie verpuppen sich von Mai bis Juni in einem leichten Gespinst in der Erde oder seltener in Rindenritzen. Das Ruhestadium dauert etwa 40 bis 50 Tage, die Hälfte davon nimmt das Puppenstadium ein. 

## Schadwirkung
Die Raupen fressen bis zur Verpuppung etwa sechs Blüten und auch in den Früchten selbst und richten dabei in Obstplantagen erhebliche Schäden an. Ohne entsprechende Bekämpfungsmaßnahmen sind Ertragsausfälle von bis zu 80 Prozent möglich. Die Kirschblütenmotte wird daher als Schädling betrachtet und bekämpft.

## Systematik
Die Art wurde 1759 von Carl Alexander Clerck als Phalaena pruniella erstmals wissenschaftlich beschrieben. 1775 beschrieb Johann Christian Fabricius die Art erneut unter dem Namen Tinea ephippella Fabricius, 1775; dieser Name ist daher ein jüngeres Synonym.